# Čengju
Čengju (uprošćeno kinesko pismo: 成语; tradicionalno kinesko pismo: 成語; pinjin: chéngyǔ ) je specifična jezička forma koji postoji u kineskom, japanskom, korejskom, vijetnamskom i drugim jezicima Azije. U pitanju je ustaljena fraza sa fiksnim značenjem koja se često zasniva na istorijskoj priči ili ima dublji filozofski smisao. Idiomi čengju se najčešće sastoje od četiri kineska karaktera, mada postoje i idiomi sa različitim brojem karaktera. Oni imaju široku primenu u klasičnom kineskom jeziku, ali se često pojavljuju u narodnom jeziku i u svakodnevnom govoru.

### Poreklo
Glavna porekla idioma čengju su sledeća:
- Drevni kineski mitovi kao:  Kua Fu juri sunce (夸父追日, kuā fù zhuī rì; preceniti sebe), Đing Vej puni more kamenčićima (精卫填海, jīng wèi tián hǎi; uporna odlučnost da se postigne nemoguće), San o zlatnom prosu (黄粱一梦, huáng liáng yī mèng; pusti snovi), itd.
- Drevne kineske basne kao : Uraditi nešto ne razmišljajući o mogućoj promeni okolnosti (刻舟求剑, kè zhōu qiú jiàn), Lisica iskorišćava tigrovu moć (狐假虎威, hú jiǎ hǔ wēi; koristiti tuđu moć da bi zaplašili druge), Starac Ju pomera planinu (愚公移山, yú gong yí shān; gde ima volje ima i načina), Namerno mistifikovati stvari (故弄玄虚, gù nòng xuán xū).
- Kineske istorijske priče kao: Gledati novim očima (刮目相看, guā mù xiāng kàn), Vratiti netaknut žad državi Džao (完璧归赵, wán bì guī zhào; vratiti nešto netaknuto svom pravom vlasniku), Usled lagodnog života zaboraviti domovinu (乐不思蜀, lè bù sī shǔ) itd.
- Drevna kineska književna dela: I stari konj žudi za galopiranjem prostranstvima (老骥伏枥, lǎo jì fú lì; stara osoba koja i dalje ima velike ambicije), Progutati u jednom zalogaju (囫囵吞枣, hú lún tūn zǎo, prihvatiti bez razmišljanja) itd.
- Budistička učenja kao: Dobročinstvo ne poznaje granice (功德无量, gong dé wú liàng), Vaditi kestenje iz vatre (火中取栗, huǒ zhōng qǔ lì; biti nečija marioneta) itd.

### Gramatika
Gramatika idioma je složena i prema savremenoj kineskoj gramatici idiomi se dele na sledeće vrste:

#### Odnos subjekat-predikat
Ovi čengju sadrže subjekat i predikat (glagol) koji spojeni formiraju odnos. Na primer: Čovek može da pobedi prirodu (人定胜天, rén ding sheng tiān), Biti racionalan (脚踏实地, jiǎo tà shí dì), Hvalisati se (天花乱坠, tiān huā luàn zhuì).

#### Paralelni odnos
Dva dela unutar idioma su međusobno povezana ili imaju isto značenje. Na primer: Slagati se (情投意合, qíng tóu yì hé), Iznova i iznova (三番五次, sān fān wǔ cì), Mir i prosperitet (国泰民安, guó tài mín'ān), Slušanje tuđih mudrosti je od velike koristi (集思广益, jí sī guǎng yì). 

#### Odnos glagola i objekta
Čengju sadrži glagol i objekat, a njihov odnos zasnovan je na logici. Na primer: Imati jednak udeo u nečemu (平分秋色, píng fēn qiū sè), Biti u najboljem izdanju (大显身手, dà xiǎn shēn shǒu), Razmotriti situaciju u celini (顾全大局, gù quán dà jú), Pokazati izuzetnu sposobnost (崭露头角, zhǎn lù tóu jiǎo).

#### Modifikacioni odnos
Jedan deo idioma koristi se za definisanje ili modifikovanje drugog dela. Česta konstrukcija je atribut + centralna reč, priloški modifikator + centralna reč. Na primer: Izmišljena zemlja mira, utočište mira (世外桃源, shì wài táo yuán), Stanje nejedinstva (一盘散沙, yī pán sǎn shā), Tiho (默默不语, mòmò bù yǔ), Kratak susret (擦肩而过, cā jiān érguò).

#### Komplementarni odnos
Jedan deo idioma služi da dodatno objasni drugi deo idioma. Na primer: Lak kao guščije pero (轻于鸿毛, qīng yú hóng máo), Ostaviti ukaljano ime dugo vremena iza sebe (遗臭万年, yí chòu wàn nián).

#### Nadovezujući odnos
Svi delovi su povezani, veza je logička. Najčešće i prednji i zadnji deo idioma sadrže glagol. Redosled parova karaktera se ne može izmeniti, kao što je slučaj u nekim od drugih vrsta idioma. Na primer: Brzo i uspešno izvršiti zadatak (马到功成, mǎ dào gōng chéng).

#### Prelazni odnos
Promena značenja u drugom delu idioma. Na primer: Biti u saglasnosti bez prethodnog dogovora (不约而同, bù yuē ér tóng).

#### Gradacioni odnos
Stepen je sve viši, značenje i ton drugog dela idioma idu jedan korak dalje od prvog dela. Na primer: Žudeti za Šu-om nakon osvajanja Long-a (得陇望蜀, dé long wàng shǔ; imati nezasitu želju).

#### Izborni odnos
Ova vrsta idioma čengju nosi značenje „radije... nego...“, „ili...ili...“. Na primer: Radije umreti nego se predati (宁死不屈, nìng sǐ bù qū).

#### Uzročno-posledični odnos
Prvi i drugi deo idioma čengju se nalaze u logički zasnovanom uzročno-posledičnom odnosu u kom je redosled jasno određen. Na primer: Osvrnuti se na prošlost da bi bolje razumeli budućnost (温故知新, wēn gù zhī xīn).

#### Uslovni odnos
Razlika između prvog i drugog dela idioma je u tome što jedan ima aktivnu a drugi pasivnu ulogu. Na primer: Bez muke nema nauke (不入虎穴焉得虎子,  bù rù hǔ xué yān dé hǔ zi).

#### Namerni odnos
Ova vrsta idioma označava da neko nešto radi sa nekom određenom namerom. Na primer: Čekati da nešto padne sa neba (守株待兔, shǒu zhū dài tù).

#### Hipotetički odnos
Ova vrsta idioma prikazuje hipotetičke situacije. Na primer: Zabeležiti sve što se čuje (有闻必录, yǒu wén bì lù).

#### Dopusni odnos
Ova vrsta idioma ima značenje „iako/čak..., ipak (ne)...". Na primer: Čak i sa krilima teško je leteti (插翅难逃, chā chì nán táo).

#### Sporni odnos
Struktura i gramatika unutar ovih idioma je nejasna i podložna višestrukim tumačenjima. Na primer: Besmislica (胡说八道, hú shuō bā dào), Bezbrižno (大大咧咧, dà da liē liě).

#### Retorički idiomi
Ovi idiomi mogu stajati u parovima unutar rečenice kreirajući retoričku rečenicu. Na primer: Dugačko i naporno putovanje (千山万水, qiān shān wàn shuǐ), Prepuštati se veselju i bludničkom načinu života (灯红酒绿, dēng hóng jiǔ lǜ).

### Razlika između čengju i najčešće korišćenih četvorokarakternih fraza
Osnovna razlika između čengju i ustaljenih četvorokarakternih fraza je u tome što čengju imaju istorijsku priču kao svoju podlogu, kao i dublje filozofsko značenje, tj. moraju imati duplo značenje. Kod običnih četvorokarakternih reči ili četvorokarakternih fraza to nije slučaj, na primer Severnoistočni monsun (东北季风, dōng běi jì fēng), Malezija (马来西亚, mǎ lái xī yà) itd, kao i Ceo prihod (全面来袭, quán miàn lái xí), Presrećan (欢天喜地, huān tiān xǐ dì) i ostale slične četvorokarakterne fraze koje nisu čengju. S druge strane, Ostati pribran u neočekivanim situacijama (见怪不怪, jiàn guài bù guài) je čengju, dok je 见惯不怪 samo četvorokarakterni jezički izraz ili pogrešno napisana varijanta pomenutog idioma.
Ako se čengju razdvoji na delove on gubi svoje prvobitno značenje, dok ostali jezički izrazi zadržavaju isti smisao čak i ako se raščlane ili drugačije iskombinuju. Gramatika idioma čengju kao i struktura jezičkih izraza često imaju određenih razlika sa današnjim standardnim pisanim kineskim jezikom, jer je upotreba karaktera relativno kompaktna. Osim toga, čengju su fiksirana grupa reči, tako da, ako se jedan njegov karakter nenamerno zameni drugim naizgled prikladnim karakterom to se smatra ili derivacijom ili pogrešnom upotrebom. Sa druge strane, namerno zamenjeni karakteri u idiomu čengju imaju drugačije značenje i oni se posmatraju kao posebne stilske figure. Sa postepenim prihvatanjem diversifikacije načina izražavanja u savremenom kineskom jeziku kao i činjenicom da nivo obrazovanja koje narod dobija o tradicionalnoj kulturi varira, granica između pogrešne upotrebe idioma čengju i ironičnog menjanja idioma nije uvek u potpunosti jasna.